# Aristolochia macedonica
Aristolochia macedonica är en piprankeväxtart som beskrevs av Joseph Friedrich Nicolaus Bornmüller. Aristolochia macedonica ingår i släktet piprankor, och familjen piprankeväxter. Inga underarter finns listade i Catalogue of Life.